# Lycinus bonariensis
Espèce
Synonymes
- Diplothelopsis bonariensis Mello-Leitão, 1938
- Diplothelopsis canescens Mello-Leitão, 1939

Lycinus bonariensis est une espèce d'araignées mygalomorphes de la famille des Pycnothelidae.

## Distribution
Cette espèce est endémique d'Argentine. Elle se rencontre dans les provinces de Buenos Aires, de La Pampa, de Mendoza, de Neuquén et de Chubut.

## Description
Le mâle syntype mesure 23 mm et la femelle syntype 23 mm.
Le mâle décrit par Goloboff en 1995 mesure 30,80 mm et la femelle 27,85 mm.

## Systématique et taxinomie
Cette espèce a été décrite sous le protonyme Diplothelopsis bonariensis par Mello-Leitão en 1938. Elle est placée dans le genre Lycinus par Montes de Oca, Indicatti, Opatova, Almeida, Pérez-Miles et Bond en 2022.
Diplothelopsis canescens a été placée en synonymie par Gerschman et Schiapelli en 1966.

## Étymologie
Son nom d'espèce, composé de bonari et du suffixe latin -ensis, « qui vit dans, qui habite », lui a été donné en référence au lieu de sa découverte, la province de Buenos Aires.

## Publication originale
- Mello-Leitão, 1938 : « Algunas arañas nuevas de la Argentina. » Revista del Museo de La Plata, Nueva Serie, vol. 1, p. 89-118.